# Werner Pieper

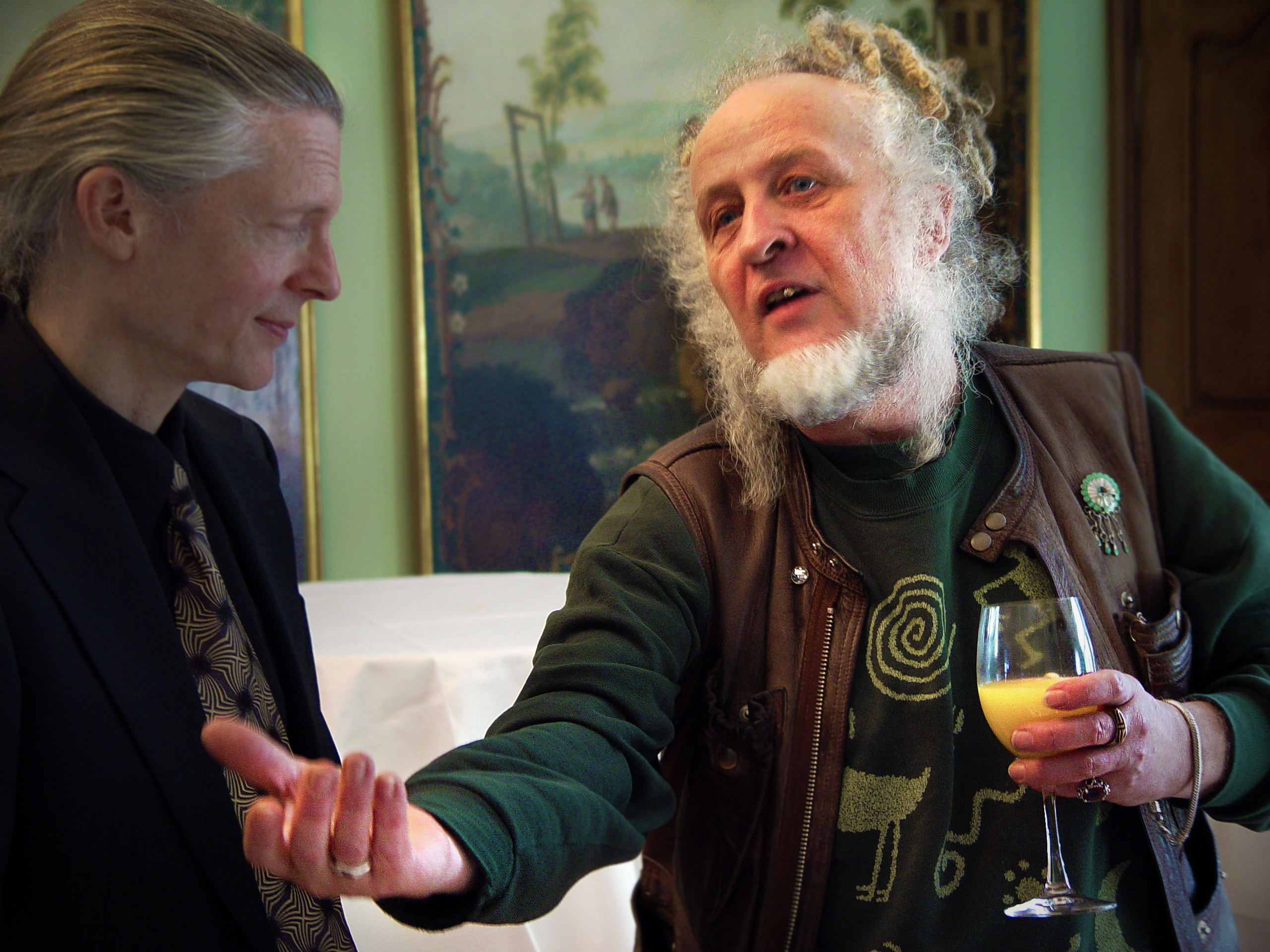
Werner Pieper (rechts) mit Alex Grey zu Albert Hofmanns 100. Geburtstag in Basel

Werner Pieper (* 1948 in Meschede, Pseudonyme: Ronald Rippchen, Hugo Hempel, Adi Kwiatkowski) ist ein deutscher Autor, Kolumnist und Verleger.

## Leben

### Meschede, Heidelberg, Odenwald
Pieper wuchs in Dörnholthausen im Sauerland auf, heute ein Ortsteil der Stadt Sundern. 1963 schlug er während seiner Schulzeit die Anerkennung der DDR vor. 1967 verweigerte er den Wehrdienst. Er leistete Ersatzdienst in Heidelberg, verstand sich als Drogenberater und handelte mit psychoaktiven Kräutern und Substanzen. Er reiste in dieser Zeit nach Formentera, Isle of Wight, Kreta und Stromboli.
1967 nahm er am Ostermarsch in London teil. Er finanzierte seinen Londoner Aufenthalt mit Blutspenden und Kleinkriminalität. Howard Marks zufolge wurde die erste LP von Pink Floyd, The Piper at the Gates of Dawn, nach Werner Pieper benannt.
Vom Ende der 1960er Jahre bis heute ist Werner Pieper ein fester Bestandteil der Szene in Heidelberg. Er organisierte Konzerte und zählte zu seinen Bekannten die Mitglieder der Rock- und Folk-Gruppen The Petards, Guru Guru, Man, Elster Silberflug u. a. Er veranstaltete in Heidelberg das erste Rockkonzert mit der englischen Band Quintessence in der Heidelberger Heiliggeistkirche.
Hans „Pardon“ Nikel über Die Grüne Kraft:

„Das war die Zeit der Blumenkinder […] Noch heute gibt es da einen Verleger, den Werner Pieper, ein ganz verrücktes Huhn. Der hat einen ganz kleinen Verlag im Odenwald. Ich denke gerne an den, weil der das geblieben ist, was damals die Vorstellung war. Dass man sich nicht total in den Konsumsumpf begibt […]“

1971 gründete Werner Pieper die Dealer-Rechtshilfe Grüne Hilfe, seit 1972 gab er das KOMPOST- und ab 1979 das HUMUS-Magazin heraus, die in der Subkultur, der Gegenkultur und der Alternativbewegung zu Standardliteratur wurden.
Anfang der 1980er-Jahre war Pieper unter dem Pseudonym Roland Rippchen für 64 Wochen taz-Drogen-Kolumnist mit der Kolumne KPD – Kräuter, Pillen, Drogen. Es folgte eine Auszeit als Schäfer im Odenwald. 2008 bezeichnete Roger Willemsen Piepers Output – 350 Printpublikationen, 100 Hempel-Stempel, 170 Transmitter-Kassetten und CDs u. v. a. – als Pieperiana.
Als Autor und Herausgeber schrieb er mehr als 60 Bücher und verlegte darüber hinaus 200 weitere. Zu seinen Autoren gehörten u. a: Heathcote Williams, Albert Hofmann, Ernst Bornemann, Daniel Kulla, Micky Remann, Wolfgang Neuss, Luisa Francia, Christian Rätsch und Ulrich Holbein.
Er lebt in Löhrbach im Odenwald.

## Verlagstätigkeit in Löhrbach
Werner Pieper betreibt seit 1973 in Löhrbach bei Weinheim ein Independent-Medienunternehmen, das 1971 in Heidelberg als Die Grüne Kraft gegründet wurde, in den 1980er Jahren – um nicht mit den „Grünen“ verwechselt zu werden – unter MedienXperimente firmierte und heute Werner Pieper & The Grüne Kraft heißt.
1996 organisierte Werner Pieper gemeinsam mit John Beresford die 1. Internationale Konferenz über die Opfer des Krieg-den-Drogen in Heidelberg. Zu den Gästen gehörten u. a. Albert Hofmann, Alexander Shulgin, Eva-Maria Gorig und Ralph Metzner. Folge-Konferenzen fanden in London und Toronto statt. Ergebnis der Konferenz war u. a. die Manifestierung der Heidelberger Deklaration, in der die Beendigung des „Krieg-den-Drogen“, der tatsächlich ein Feldzug gegen Menschen sei, gefordert wird.
Im Verlag Werner Piepers erschienen in der Reihe Der grüne Zweig die ersten Schriften zu Themen wie Naturkost, Indianerkultur, Geomantie, Jonglieren wie auch die deutschsprachigen Erstausgaben von Autoren der amerikanischen psychedelischen Bewegung wie Timothy Leary, John C. Lilly und Terence McKenna. Zudem verlegte Pieper in der Edition RauschKunde mehr als 80 kritische und aufklärende Bücher zu Psychedelia wie LSD, MDMA, Psilocybin und psychoaktiven Kakteen – und Abhandlungen zur Drogenpolitik und -geschichte, wie z. B. die beiden Bände Nazis on Speed – Drogen im 3. Reich.  Pieper fordert unter dem Pseudonym R. R. ein Weihrauch-Verbot in Kirchen.
Weitere Schwerpunkte des Verlages sind heimatkundliche Bücher über die Region Heidelberg (Mark Twain: Ein Amerikaner in Heidelberg, Heidelberg – Zur Stunde Null 1945) sowie Sachbücher über Themen, die von großen Verlagen kaum oder erst später aufgegriffen werden. Zum Beispiel die Hackerbibeln des Chaos Computer Club, Musik und Zensur, Tabuthemen wie Selbstbefriedigung oder Beschneidung sowie innere und äußere Reiseberichte (Trance).
Popularität erreichte in den 1980er Jahren Das Scheißbuch, eine Artikel- und Zitatensammlung rund ums Thema Kot, das auch in einer Fernsehsendung von Jürgen von der Lippe erstmals öffentlich vorgestellt wurde. Für die von ihm kompilierten sechs Flashbacks-CDs erhielt er 2001 als Pop-Archäologe den Jahrespreis der Deutschen Schallplattenkritik.
2007 erschien Alles schien möglich … – eine Sammlung von 60 Sechzigjährigen über die 1960er Jahre und was aus ihnen wurde …
Im Sommer 2008 erschien von ihm eine Broschüre im Gedenken an Albert Hofmann: In bleibender Verbundenheit.
Am 19. September 2008 sendete hr2-kultur in der Reihe Doppel-Kopf ein einstündiges Gespräch mit Pieper.
Am 4. Mai 2014 wurde Pieper vom Chaos Computer Club zum Ehrenmitglied ernannt.
Zwischenzeitlich hat er die Arbeit an der Edition RauschKunde beendet und den Co-Autoren von SentoVision übertragen.

## Einige wichtige Veröffentlichungen

### Herausgeber
- Das Scheiß-Buch (= Der Grüne Zweig. 123). ISBN 978-3-925817-23-6.
- mit Jean Trouillet: WeltBeat (= Der Grüne Zweig. 132). ISBN 978-3-925817-32-8.
- mit Heathcote Williams: Aus den Vorhaut Akten (= Grüner Zweig. 128). ISBN 978-3-925817-28-1.
- als Hrsg.: Nazis On Speed. Drogen im Dritten Reich (= Edition Rauschkunde 53 und 57, 2 Bände). ISBN 978-3-930442-53-9 und ISBN 978-3-930442-54-6.
- als Hrsg.: Verfemt – Verbannt – Verboten, Musik und Zensur weltweit (= Grüner Zweig. 206). ISBN 978-3-922708-06-3).
- als Hrsg.: Willkommen! Das Handbuch für eine multikulturelle Gesellschaft (= Grüner Zweig. 166). ISBN 978-3-925817-66-3.
- als Hrsg.: Widersteh' dich! Das Buch der Handlungen (= Grüner Zweig. 137). ISBN 978-3-925817-37-3.
- Das Zucker-Buch (= Grüner Zweig. 248). ISBN 978-3-922708-51-3.
- Die 13 Leben des Heinrich LÜBKE (= Grüner Zweig. 240). ISBN 978-3-922708-22-3.
- mit Toubab Pippa: Von der Bosheit im Herzen der Menschen, über die Kolonialgeschichte Namibias (= Grüner Zweig. 246). ISBN 978-3-922708-31-5.
- Alles schien möglich … (= Grüner Zweig. 252). ISBN 978-3-925817-52-6.
- Friede sei mit mir ( & Dir) – Selber sterben statt gestorben werden (= Grüner Zweig. 261). ISBN 978-3-922708-45-2.
- Haiti besser verstehen (= Grüner Zweig. 270). ISBN 978-3-930442-42-3.
- 6 Flashbacks-CDs; nach Themen – z. B. „Hitler & Hell“ – sortierte frühe US-Popmusik; sowohl auf Transmitter, wie auch auf dem Trikont Label erschienen.
- Mensch, Denk Mal – Zur Geschichte der Kriegerdenkmäler (= Grüner Zweig. 275). ISBN 978-3-930442-75-1.
- Glühwürmchen (= Grüner Zweig. 277). ISBN 978-3-930442-77-5.
- Weiter! – Eine Wanderung in und durch den Dt. Herbst 1977 (= Grüner Zweig. 291). ISBN 978-3-930442-91-1.

## Unter dem Namen Ronald Rippchen
- Das Böse Bibel Buch – Sex, Horror und Drogen in der Bibel (= Grüner Zweig. 145). ISBN 978-3-925817-45-8.
- Heiter Weiter. – seine gesammelten TAZ-Kolumnen, Der Grüne Zweig.
- mit Karl Kockroatsch: Die deutsche Kakerlake (= Grüner Zweig. 175). ISBN 978-3-925817-75-5.
- Jonglieren leicht gemacht (Der Grüne Zweig 74). ISBN 978-3-922708-74-2.
- als Hrsg.: Was? Tun! – 1. Hilfe-Tips bei Drogenproblemen (= Grüner Zweig. 251). ISBN 978-3-922708-60-5.
- Operation Erleuchtung – 60 Jahre LSD-Experimente (= Grüner Zweig. 273). ISBN 978-3-930442-59-1).

### Verleger
- Rolf Schwendter: Rosa Luxemburg im botanischen Garten, und weitere Lieder zum freien Gebrauch. Liederbuch Grüne Kraft 1996, Grüner Zweig 183 ISBN 978-3-925817-83-0
- Ka-Tzetnik 135633: Shivitti (= Grüner Zweig. 250). ISBN 978-3-922708-50-6.
- Sigrid Standow (Hrsg.): Ein lüderliches Leben: Portrait eines Unangepassten; Festschrift für Ernest Borneman zum achtzigsten Geburtstag (= Grüner Zweig. 179). ISBN 3-925817-79-4.
- Sylvia McIntosh: Komplette Anleitung zum Bau eines TIPI (= Grüner Zweig. 226). ISBN 978-3-922708-41-4.
- Helen Keller: Meine Welt (= Grüner Zweig. 116). ISBN 978-3-925817-16-8.
- Edard Rowan: Schamlos eigenhändig – Selbstbefriedigung (= Grüner Zweig. 219). ISBN 978-3-922708-37-7.
- Frank Fuchs: Phyto-Inhalation (= Grüner Zweig. 218). ISBN 978-3-922708-36-0.
- Gereon Janzing: Mehrsprachiges Drogenwörterbuch (Edition Rauschkunde 73). ISBN 978-3-930442-73-7.
- Wolfgang Neuss, Ronald Steckel: Die Mauer (Hörbuch-CD) – Die größte Wandzeitung der Welt (= Grüner Zweig. 244). ISBN 978-3-922708-61-2.
- Michael Ventura: Vom Voodoo zum Walkman – Die Geschichte der Rockmusik (= Grüner Zweig. 134). ISBN 978-3-925817-34-2.
- Paul Williams: Dieses großartige Rock’n’Roll-Gefühl (= Grüner Zweig. 191). ISBN 978-3-925817-91-5.
- Timothy Leary: Neurologic. (Der Grüne Zweig 39). ISBN 978-3-922708-39-1.
- Albert Hofmann: Naturwissenschaft & mystische Welterfahrung (= Grüner Zweig. 150). ISBN 978-3-925817-50-2.
- Moritz R: Pop-Katalog Nr. 1 (= Grüner Zweig. 197). ISBN 978-3-925817-97-7.
- Bert Marco Schuldes: Psychoaktive Pflanzen (= Grüner Zweig. 164). ISBN 978-3-925817-64-9.
- Daniel Kulla: Der Phrasenprüfer. Szenen aus dem Leben von Wau Holland, Mitbegründer des Chaos Computer Club (= Grüner Zweig. 241). ISBN 978-3-922708-25-4.
- Bob Black: Die Abschaffung der Arbeit (= Grüner Zweig. 242). ISBN 978-3-922708-04-9.
- Micky Remann: Solar Perplexus (= Grüner Zweig. 112). ISBN 978-3-925817-12-0.
- Dennis Wier: Trance – Von der Magie zur Technologie (= Grüner Zweig. 207). ISBN 978-3-922708-17-9.
- Jochen Gartz: Chemische Kampfstoffe – Der Tod kam aus Deutschland (= Grüner Zweig. 243). ISBN 978-3-922708-28-5.
- Bert Marco Schuldes, Sam Lanceata: Das Pilzzuchtbuch (= Edition RauschKunde. 38). ISBN 978-3-930442-38-6.
- Falko Hennig: Springfield auf Trip – Drogen, Wahn und Halluzinationen bei den Simpsons (= Edition RauschKunde. 72). ISBN 978-3-930442-38-6.
- Chaos Computer Club: Die Hackerbibel – „Kabelsalat ist gesund“ (= Grüner Zweig. 98). ISBN 3-922708-98-6.

- Jeweils mehrere Bücher von Timothy Leary (6), Ulrich Holbein (5), Micky Remann (5), Luisa Francia (5), Ronald Rippchen (7) …